# Marcel Fortuna Biato
Marcel Fortuna Biato ou simplesmente Marcel Biato ORB • OMA • OMFA (Buenos Aires, 17 de novembro de 1958) é um diplomata brasileiro nascido na (Argentina).

## Biografia
Nascido na capital argentina, Marcel é pertencente a uma família de ascendência luso-europeia com vários integrantes que já pertenceram à diplomacia, a exemplo de seu pai Oswaldo Biato e de seu irmão, Oswaldo Biato Junior, que desde 2020 é embaixador do Brasil na Geórgia.
Ele iniciou seus estudos universitários no final da década de 1970, iniciando uma graduação em economia pela Universidade de Camberra que teve de ser interrompida com o retorno de sua família ao Brasil, quando então reiniciou seus estudos universitários em ciências econômicas, desta vez, pela Universidade de Brasília, vindo a interrompê-lo em 1979 após a sua aprovação e ingresso no Curso de Preparação à Carreira de Diplomata realizado pelo Instituto Rio Branco, o qual conclui em 1980, tornando-se membro da carreira diplomática do Ministério das Relações Exteriores.
Depois de seu ingresso no Itamaraty, ele desempenhou diversas funções em Brasília até concluir em 1990 um mestrado em Sociologia Política na London School of Economics, enquanto serviu em Londres. Na década seguinte, Marcel Biato serviu em Berlim, onde foi promovido ao cargo diplomático de primeiro secretário em 1991. Após ser promovido na carreira ao cargo de conselheiro em 1997, foi servir em Nova Iorque na missão diplomática brasileira junto à ONU e em uma missão temporária em Havana até que em 2007, com sua promoção na carreira diplomática a ministro de primeira classe, assumiu a Chefia da Assessoria Especial da Presidência da República entre 2007 a 2010.
Em 2001, conclui o Curso de Altos Estudos do Instituto Rio Branco, defendendo o trabalho acadêmico "As negociações de Paz Equador-Peru: 1995-1998". Este trabalho, junto com outros artigos publicados em jornais e periódicos da área de relações internacionais, veio a torná-lo um dos especialistas brasileiros na área de solução de controvérsias internacionais e em política latino-americana.
Em 2010, ele foi designado presidente da Delegação brasileira à Conferência de Revisão do Estatuto de Roma/Tribunal Penal Internacional, em Campala (Uganda). E, na qualidade de embaixador, chefiou as missões diplomáticas brasileiras em La Paz (2010-2013), junto à Agência Internacional de Energia Atômica (AIEA) (2016-2020), quando foi substituído por Carlos Sérgio Sobral Duarte, Dublin (2020-2024) e, desde janeiro de 2024, chefia a missão brasileira em Astana, substituindo o embaixador Rubem Antonio Correa Barbosa que ocupava esse cargo até então.

## Controvérsias

### Fuga para o Brasil de senador boliviano asilado em embaixada brasileira
Durante a época em que Marcel Biato foi embaixador do Brasil em La Paz, o senador boliviano Roger Pinto Molina, que era acusado de crimes de corrupção, desmatamento e lavagem de dinheiro, e havia sido condenado por danos econômicos ao Estado boliviano, pediu asilo na embaixada brasileira alegando sofrer perseguição política pelo então presidente Evo Morales, tendo o referido diplomata abrigado o político boliviano por mais de um ano.
Em agosto de 2013, um dos funcionários que fazia parte do corpo diplomático da Embaixada de La Paz, o encarregado de negócios Eduardo Saboia, organizou uma operação que trouxe Roger Molina para o Brasil dentro de um carro oficial diplomático. De acordo com reportagens do período, esta operação havia sido executada à revelia de Dilma Rousseff, então Chefe de Estado brasileiro, e também em desacordo com pareceres do Itamaraty, da Advocacia Geral da União (AGU) e da Procuradoria Geral da República (PGR).
Este evento de fuga de um político boliviano condenado pela justiça local causou um escândalo na época que resultou na demissão do próprio ministro das relações exteriores do Brasil na época, o embaixador Antonio Patriota, além de impedir a promoção de Marcel Biato para o posto de chefe da Embaixada do Brasil em Estocolmo, e provocar sua remoção para Brasília naquele mesmo ano, quando ficou lotado em funções administrativas internas por três anos. Esta situação somente mudou após Michel Temer se tornar presidente depois do impeachment de Dilma Rousseff, quando Marcel foi nomeado para a representação permanente da missão brasileira na AIEA em Viena, substituindo Laércio Antonio Vinhas que exercia até então o referido posto diplomático.

### Conflitos com famílias brasileiras atendidas pelos serviços consulares em Dublin

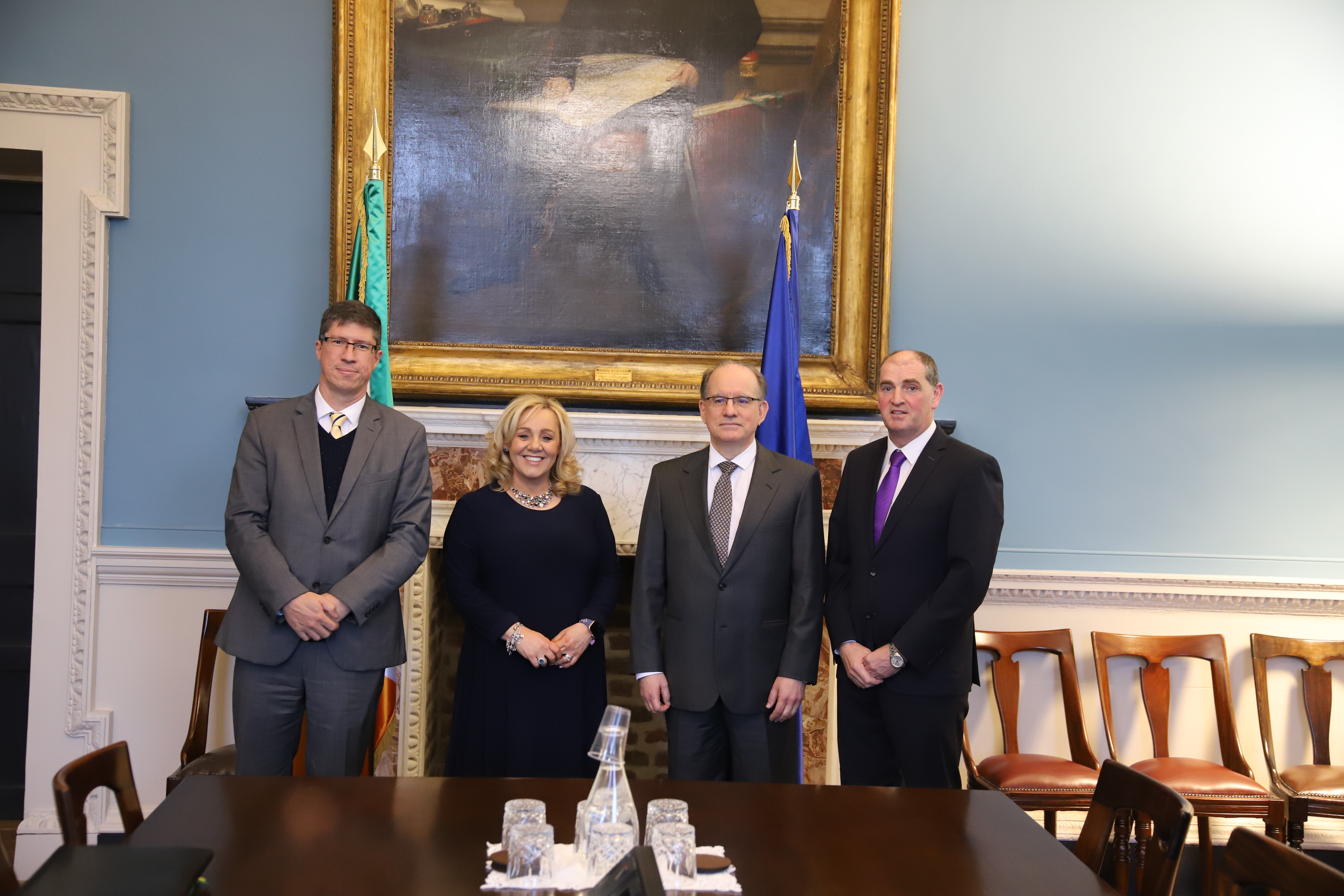
O embaixador Marcel Biato e o diplomata Leonardo Gorgulho recebendo em 2023 uma comitiva de parlamentares irlandeses, chefiada pela senadora Mary Seery Kearney, em visita à sede da embaixada brasileira em Dublin.

Enquanto esteve na chefia da Embaixada do Brasil em Dublin, reportagem do jornal "Extra" vinculado ao Grupo Globo datada de fevereiro de 2023, relatou que pais e mães brasileiros sofreram constrangimentos em relação a seus filhos durante o atendimento consular, com a fixação de vários cartazes em português nas instalações determinando que as famílias controlassem seus filhos e que se as crianças quisessem brincar, que se retirassem da repartição.
O pronunciamento oficial do MRE do Brasil sobre o episódio foi no sentido de afirmar que os cartazes haviam sido uma "iniciativa pessoal e infeliz de uma funcionária da Embaixada do Brasil em Dublin", funcionária que não identificada e que não se sabia na ocasião se havia sido advertida. O Itamaraty informou que os avisos não haviam sido postos por orientação da chefia do Itamaraty e, tampouco, da chefia da Embaixada em Dublin, sendo relatado pela mesma reportagem que alguns dos cidadãos brasileiros atendidos informaram que receberam ligações telefônicas do próprio Marcel Biato pedindo desculpas pelo ocorrido.

## Condecorações
Marcel Biato foi agraciado com as seguintes condecorações ao longo de sua carreira:
- Ordem do Rio Branco (Brasil, Comendador, 1999);
- Ordem do Mérito Aeronáutico (Brasil, Oficial, 1998);
- Ordem da Palma, ou Ere-Orde van de Palm (Suriname, Oficial, 1996); e
- Ordem do Mérito das Forças Armadas (Brasil, Cavaleiro, 1995).